# Eupithecia discipuncta
Eupithecia discipuncta är en fjärilsart som beskrevs av W. Warren 1906. Eupithecia discipuncta ingår i släktet Eupithecia och familjen mätare. Inga underarter finns listade i Catalogue of Life.